# Tadeusz Kulik
Tadeusz Kulik (ur. 20 czerwca 1952) – polski naukowiec, profesor nauk technicznych o specjalnościach materiały amorficzne i drobnoziarniste, materiały magnetycznie miękkie, materiały nanokrystaliczne. Profesor zwyczajny na Wydziale Inżynierii Materiałowej Politechniki Warszawskiej.

## Życiorys
Urodził się 20 czerwca 1952. W 1977 ukończył studia magisterskie na Wydziale Mechanicznym Technologicznym Politechniki Warszawskiej (późniejszy Wydział Inżynierii Materiałowej PW). 8 lutego 1983 obronił na tym wydziale pracę doktorską pt. Wpływ niskotemperaturowego wygrzewania, odkształcenia i krystalizacji na własności magnetyczne szkieł Co-Si-B, a 16 października 1998 uzyskał na nim habilitację na podstawie rozprawy pt. Nanokrystaliczne materiały magnetycznie miękkie otrzymywane przez krystalizację szkieł metalicznych. Tytuł naukowy profesora w dziedzinie nauk technicznych otrzymał 22 stycznia 2007.
Od 1982 zatrudniony na WIM PW i odtąd nieprzerwanie związany z uczelnią. W kadencjach 2005–2008 i 2008–2012 prorektor PW ds. nauki. W kadencji 2002–2005 dziekan WIM PW, a w latach 1999–2002 prodziekan ds. nauki tego wydziału. W latach 2002–2005 dyrektor Centrum Doskonałości NanoCentre na PW. W latach 2001–2002 Dyrektor Uczelnianego Centrum Badawczego „Materiały Funkcjonalne”. Pełnomocnik Rektora ds. Nagrody im. prof. Jana Czochralskiego w latach 2013–2020, organizator czterech edycji konkursu o Nagrodę (2014, 2015, 2017 i 2020). Przewodniczący Uczelnianej Komisji Wyborczej PW od 2019.
Autor i współautor ponad 260 publikacji naukowych (ponad 220 w bazie danych SCOPUS), cytowanych ok. 2600 razy; Indeks Hirscha = 25 (bez autocytowań). Współautor 3 patentów, autor 1 monografii. Należy do grupy 2 proc. najczęściej cytowanych naukowców na świecie, według listy opublikowanej w październiku 2020 r. w magazynie PLOS Biology a przygotowanej przez uczonych z Uniwersytetu Stanforda we współpracy z wydawnictwem naukowym Elsevier i firmą SciTech Strategies (Table-S6 - career long impact).
Część swoich badań prowadził w czasie kilkuletnich pobytów na uniwersytetach zagranicznych: w University of Notre Dame, South Bend, IN, USA (maj 1984 – grudzień 1985) i w Universidad Complutense de Madrid, Instituto de Magnetismo Aplicado, Madryt, Hiszpania, (listopad 1991 – październik 1993). Wypromował 9 doktorów.
Od 2004 członek Komitetu Nauki o Materiałach Polskiej Akademii Nauk (od 2019 Komitet Inżynierii Materiałowej i Metalurgii PAN), a w kadencji 2007–2010 zastępca przewodniczącego w tymże komitecie. W latach 2008–2015 wiceprezes Polskiej Izby Gospodarczej Zaawansowanych Technologii, a od 2015 członek Rady Izby. Członek pięciu Rad Naukowych: Instytutu Energii Atomowej w Świerku (2003–2011), Środowiskowego Laboratorium Ciężkich Jonów UW (2006–2014), Instytutu Mechaniki Precyzyjnej (2007–2017), Przemysłowego Instytutu Automatyki i Pomiarów PIAP (2011–2015) oraz Instytutu Ceramiki i Materiałów Budowlanych (2015–2019).
Polski ekspert rządowy w dziedzinie nanomateriałów w Komitecie Programowym i Eksperckiej Grupie Doradczej 6. PR UE w Brukseli (2002–2006). Członek międzynarodowych komitetów naukowo-sterujących trzech prestiżowych konferencji: International Symposium on Metastable, Amorphous and Nanostructured Materials (od 2006), Rapidly Quenched and Metastable Materials (od 2008) i Soft Magnetic Materials (od 2013). Przewodniczący Komitetu Organizacyjnego czterech międzynarodowych konferencji: „Fabrication and Properties of Metallic Nanomaterials” (2004), 13th International Symposium on Metastable, Amorphous and Nanostructured Materials (2006), Sympozjum H Bulk Amorphous and Nanocrystalline Materials – E-MRS Fall Meeting (2009) oraz dwóch połączonych konferencji RQ 17 i ISMANAM 27 (2022).
Wielokrotnie otrzymywał nagrody uczelniane i ministerialne, w tym nagrodę indywidualną MEN za rozprawę habilitacyjną (2000). W 2014 odznaczony Złotym Krzyżem Zasługi, w 2016 Medalem Komisji Edukacji Narodowej, a w 2020 Krzyżem Kawalerskim Orderu Odrodzenia Polski.

## Wybrane publikacje
- T. Kulik, H.T. Savage, A. Hernando, A high‑performance hysteresis loop tracer, J. Appl. Phys., 73 (1993) 6855-6857. https://doi.org/10.1063/1.352461
- A. Hernando, M. Vázquez, T. Kulik, C. Prados, Analysis of the dependence of spin-spin correlations on the thermal treatment of nanocrystalline materials, Phys. Rev. B, 51 (1995) 3581-3586. https://doi.org/10.1103/physrevb.51.3581
- T. Kulik, Nanocrystallization of metallic glasses, J. Non-Crystalline Solids 287 (2001) 145-161. https://doi.org/10.1016/S0022-3093(01)00627-5
- J. Dąbrowa, W. Kucza, G. Cieślak, T. Kulik, M. Danielewski, J.W. Yeh, Interdiffusion in the FCC-structured Al-Co-Cr-Fe-Ni high entropy alloys: Experimental studies and numerical simulations, Journal of Alloys and Compounds 674 (2016) 455-462. https://doi.org/10.1016/j.jallcom.2016.03.046
- M. Krasnowski, S. Gierlotka, S. Ciołek, T. Kulik, Nanocrystalline NiAl intermetallic alloy with high hardness produced by mechanical alloying and hot-pressing consolidation, Advanced Powder Technology 30 (2019) 1312–1318. https://doi.org/10.1016/j.apt.2019.04.006
- C.M. Meylan, F. Papparotto, S. Nachum, J. Orava, M. Miglierini, V. Basykh, J. Ferenc, T. Kulik, A.L. Greer, Stimulation of shear-transformation zones in metallic glasses by cryogenic thermal cycling, Journal of Non-Crystalline Solids 548 (2020) 120299. https://doi.org/10.1016/j.jnoncrysol.2020.120299